# Hérault Transport
Le Syndicat mixte des transports en commun de l’Hérault (SMTCH, souvent prononcé « smitch »), communément appelé Hérault Transport, est un établissement public à caractère administratif qui gère, pour le compte de la région Occitanie et des agglomérations adhérentes du syndicat mixte, les transports collectifs interurbains et les transports scolaires du département de l'Hérault. Il fait partie intégrante du réseau liO.
Il a été créé par arrêté préfectoral du 29 juillet 2003 pour une mise en service effective le 1er janvier 2004.

## Historique
L'ancienne entité chargée de cette mission pour le compte du conseil général dès 1982 fut la Sodétrhé (Société départementale des transports de l'Hérault), société d'économie mixte créée en 1953.

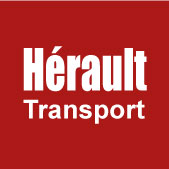
Ancien Logo avant 2023

Ancien logo de Hérault Transport

### Régionalisation des transports
Dans le cadre de la loi NOTRe, la région Occitanie devient compétente en matière de transport en commun à la place des départements. De ce fait, en septembre 2018, le réseau Hérault Transport a laissé place au réseau régional des lignes intermodales d'Occitanie (liO).
Le 15 juillet 2019, l'ensemble des lignes du réseau ont été renumérotées de 600 à 699, dans le cadre de l'unification des réseaux interurbains sur l'ensemble de la région Occitanie.

## Le réseau

### Lignes scolaires
Les lignes scolaires d'Hérault Transport desservent quelques écoles primaires, mais également la grande majorité des collèges et lycées du département. Ces lignes sont créées en fonction des besoins, et sont propres à chaque établissement. Les horaires sont ajustés en fonction des débuts et fins des cours.
Les points d'arrêts scolaires peuvent être des points d'arrêts de lignes régulières, ou des arrêts réservés aux lignes scolaires.

## Matériel roulant
Le réseau Hérault Transport possède 450 autocars dont voici les différents modèles :
- Mercedes-Benz Intouro
- Setra S 415 LE
- MAN Lion's Regio
- Irisbus Axer
- Irisbus Récréo
- Irisbus Crossway
- Iveco Bus Crossway
- Setra S416 H

Note : les lignes 320, 321 et 322, supprimées le 1er janvier 2018, ont été remplacées par les lignes 20, 21, 22 et 23 de Thau Agglo Transport.

## Tarification
Il existe différents tarifs pour les voyageurs classiques et pour les scolaires, avec notamment l'existence d'abonnements multimodaux (permettant de circuler sur un réseau de transport urbain du département en plus de celui d'Hérault Transport). Les principaux tarifs sont indiqués sur le tableau ci-dessous :
| Tickets                       | Prix   |
| ----------------------------- | ------ |
| Billet unitaire               | 1,60 € |
| Billet unitaire + option TaM  | 2,60 € |
| Carte 10 trajets              | 10 €   |
| Carte 10 trajets + option TaM | 20 €   |

| Abonnements                  | Prix  | Âge ou conditions |
| ---------------------------- | ----- | ----------------- |
| Carte 31 jours               | 40 €  | Tout âge          |
| Carte 31 jours               | 20 €  | Moins de 26 ans   |
| Carte 31 jours + option TaM  | 52 €  | Tout âge          |
| Carte 31 jours + option TaM  | 37 €  | Moins de 26 ans   |
| Carte annuelle (intermodale) | 480 € | Tout âge          |
| Carte annuelle (intermodale) | 432 € | Tarif PDE         |
| Carte annuelle (intermodale) | 360 € | Moins de 26 ans   |